# Rogeria procera
Rogeria procera är en myrart som beskrevs av Carlo Emery 1896. Rogeria procera ingår i släktet Rogeria och familjen myror. Inga underarter finns listade i Catalogue of Life.